# Star Trek III: W poszukiwaniu Spocka
Star Trek III: W poszukiwaniu Spocka (ang. Star Trek III: The Search for Spock) – trzeci film pełnometrażowy serii Star Trek. Wyprodukowany przez Paramount Pictures w 1984 roku, w reżyserii Leonarda Nimoya.
Mimo popularności w Stanach Zjednoczonych, film nigdy nie trafił do polskich kin, został jedynie wyemitowany przez TVN, TVP i Ale Kino+.

## Obsada
- William Shatner – James T. Kirk
- Leonard Nimoy – Spock
- DeForest Kelley – Leonard McCoy
- James Doohan – Montgomery Scott
- Walter Koenig – Pavel Chekov
- Nichelle Nichols – Nyota Uhura
- George Takei – Hikaru Sulu
- Robin Curtis – Saavik

## Fabuła
Akcja filmu rozpoczyna się w tuż po wydarzeniach przedstawionych w Star Trek II: Gniew Khana. Dr McCoy namawia Kirka i załogę, by powrócili na planetę Genesis, i zabrali stamtąd ciało Spocka. W międzyczasie Sarek na spotkaniu z Kirkiem informuje go, iż Spock przed śmiercią mógł przekazać swoją katrę, żyjącą duszę, jemu lub, któremuś z członków załogi. „Nosicielem” okazuje się być Dr McCoy. Objęcie kwarantanną planety Genesis, zmusza Kirka i załogę do wykradzenia przeznaczonego na złomowanie Enterprise, sabotowania USS Excelsior i złamania rozkazów dowództwa. Na miejscu załoga natrafia na Klingonów, a w walce z nimi zniszczeniu ulega Enterprise. Po przeniesieniu się na powierzchnię planety, okazuje się, że poza roślinnością istnieją na niej także inne formy życia. Jedną z nich jest młody Wolkanin, który okazuje się być Spockiem. Nagle Kirk się dowiaduje, że jeden z Klingonów zabił jego syna Davida.